# Yvonne Anderson
Yvonne Marche Anderson (serb. Ивон Андерсон; ur. 8 marca 1990 w Springdale) – amerykańska koszykarka, występująca na pozycji rozgrywającej, posiadająca także serbskie obywatelstwo, reprezentantka Serbii, od 2024 zawodniczka CBK Mersin.
Pochodzi z koszykarskiej rodziny. Jej ojciec Michael był koszykarzem, a następnie trenerem akademickim. Jej starszy brat Michael Jr grał w koszykówkę na uczelni Missouri.

## Osiągnięcia
Stan na 25 marca 2025, na podstawie, o ile nie zaznaczono inaczej.

### NCAA
- Uczestniczka rozgrywek turnieju NCAA (2009–2012)
- Zaliczona do:
  - I składu:
    - Academic All-Big 12 (2011)
    - Capital One Academic All-District 6 (2011)
    - turnieju Maggie Dixon Surf `n Slam Classic (2010)

### Drużynowe
- Mistrzyni:
  - Euroligi (2024)[5]
  - Turcji (2024)
  - Włoch (2021)
  - Grecji (2018)
- Wicemistrzyni Eurocup (2021)
- Zdobywczyni:
  - Superpucharu Europy FIBA (2023)
  - pucharu:
    - Turcji (2024)
    - Grecji (2018)
    - Luksemburga (2015)
- Uczestniczka rozgrywek:
  - Euroligi (2020–2024)
  - Eurocup (2015–2017, 2018–2021)

### Indywidualne
(* – nagrody przyznane przez portal eurobasket.com)
- Defensywna zawodniczka roku Euroligi (2024)[5]
- Liderka:
  - strzelczyń ligi tureckiej (2020)
  - ligi włoskiej w asystach (2021)

### Reprezentacja
- Mistrzyni Europy (2021)
- Uczestniczka:
  - igrzysk olimpijskich (2020 – 4. miejsce, 2024 – 6. miejsce[5])
  - mistrzostw:
    - świata (2022 – 6. miejsce)
    - Europy (2021, 2023 – 5. miejsce)

  - kwalifikacji do:
    - igrzysk olimpijskich (2024 – 1. miejsce)
    - mistrzostw świata (2022)
    - Eurobasketu (2019, 2021, 2023)